# Municipio de Walshville (Dakota del Norte)
El municipio de Walshville (en inglés: Walshville Township) es un municipio ubicado en el condado de Walsh en el estado estadounidense de Dakota del Norte. En el año 2010 tenía una población de 112 habitantes y una densidad poblacional de 1,29 personas por km².

## Geografía
El municipio de Walshville se encuentra ubicado en las coordenadas 48°14′44″N 97°11′37″O / 48.24556, -97.19361. Según la Oficina del Censo de los Estados Unidos, el municipio tiene una superficie total de 86.85 km², de la cual 85,72 km² corresponden a tierra firme y (1,31 %) 1,13 km² es agua.

## Demografía
Según el censo de 2010, había 112 personas residiendo en el municipio de Walshville. La densidad de población era de 1,29 hab./km². De los 112 habitantes, el municipio de Walshville estaba compuesto por el 93,75 % blancos, el 0,89 % eran asiáticos, el 0,89 % eran de otras razas y el 4,46 % eran de una mezcla de razas. Del total de la población el 8,93 % eran hispanos o latinos de cualquier raza.